# Bernhard von Hülsen
Bernhard Franz Karl Adolf von Hülsen (Kosel, 20 aprile 1865 – 21 aprile 1950) è stato un militare tedesco.

## Biografia
Il 26 dicembre 1918, dopo la fine della prima guerra mondiale, Hülsen fondo un'unità paramilitare ultranazionalista (i Freikorps von Hülsen) che l'anno successivo presero parte alla repressione della rivolta della Lega Spartachista a Berlino.
Nel 1921 prende parte agli scontri per sedare le rivolte nella Slesia.

## Opere
- Der Kampf um Oberschlesien, Bergers Literar. Büro, Stuttgart, 1922.
- Wanderungen über Französische Schlachtfelder des Krieges 1870/71, 1908.

| Controllo di autorità | VIAF (EN) 54475602 · ISNI (EN) 0000 0000 8133 6518 · LCCN (EN) no2006086199 · GND (DE) 133501590 · BNF (FR) cb15679499h (data) |